# José Uribe
José Altagracia Uribe González (1959 - 2006) fue un Shortstop dominicano que jugó en las Grandes Ligas de Béisbol desde 1984 hasta 1993. La mayor parte de su carrera de diez años la pasó con los Gigantes de San Francisco. Jugó para los Gigantes en la Serie Mundial de 1989 contra los Atléticos de Oakland, famosa por haber sido interrumpida por el terremoto de Loma Prieta.

## St. Louis Cardinals
Uribe fue firmado por los Yankees de Nueva York en 1977, pero fue puesto en libertad poco después sin ni siquiera haber jugado un partido de ligas menores con el club. Finalmente firmó con los Cardenales de San Luis en 1980, y después de cuatro temporadas en su farm system, recibió la llamada de Grandes Ligas en septiembre de 1984. En ocho juegos con los Cardenales, Uribe bateó para .211 con tres carreras impulsadas y anotó cuatro carreras.

## Canje y cambio de nombre
En febrero de 1985, Uribe, David Green, Dave LaPoint y Gary Rajsich fueron  canjeados a los Gigantes de San Francisco por Jack Clark. Entre el momento de la operación inicial y su entrega, Uribe cambió su nombre de José Uribe González a sólo a José Uribe, porque, como él mismo dijo, "Hay demasiados González en el béisbol!" Así,  se refirió con humor.

## San Francisco Giants
Uribe fue el campocorto principal de los Gigantes durante ocho temporadas, incluyendo su campeonato en la División Oeste de la Liga Nacional de 1987 y su banderín de la Liga Nacional en 1989, liderando la liga con 85 dobles matanzas en la última temporada. En la Serie de Campeonato de la Liga Nacional de 1987 dio un sencillo de dos carreras con las bases llenas en el segundo inning del Juego 5, dándole a los Gigantes una ventaja de 4-3. Luego robó la tercera base y anotó mientras que los Gigantes ganaron 6-3 para tomar ventaja en la serie 3-2, aunque San Francisco finalmente perdió los dos últimos partidos. En 1988, fue premiado con el Willie Mac Award por su espíritu y liderazgo.
Uribe también fue favorito de los fanáticos en el Candlestick Park, donde la afición local coreaba para un infielder relativamente de alto impacto. Cuando Uribe venía al bate, los aficionados de un lado del estadio gritaban "OOH!" luego los aficionados del otro lado respondían con "REE-bay!". Más adelante, los aficionados de los Gigantes usaría el mismo coroto para Juan Uribe, primo segundo de José. También recibió el extraño apodo José "Game Winning" Uribe de parte del locutor de ESPN Chris Berman, cuando la  estadística conocida como "Game Winning RBI" era estadística oficial Uribe.
Después de una temporada de 1991 plagada de lesiones, Uribe perdió su puesto como shortstop titular por Royce Clayton en 1992. Firmó como agente libre con los Astros de Houston  en 1993, pero solo apareció en 45 juegos durante toda la temporada.
| Temporadas | Juegos | PA   | AB   | R   | Hits | 2B | 3B | HR | RBI | Avg. | OBP  | Slg. | SB | BB  | K   |
| 10         | 1038   | 3369 | 3064 | 307 | 738  | 99 | 34 | 19 | 219 | .241 | .300 | .314 | 74 | 256 | 425 |

## Vida personal
Su primera esposa, Sarah, murió a la edad de 27 años de un ataque al corazón, dos días después de dar a luz a su tercer hijo. [5]
Uribe falleció a los 47 años, el 8 de diciembre de 2006, en un accidente automovilístico a las 3:00 a. m. cerca de su ciudad natal de Juan Barón, Palenque, República Dominicana. [6] Le sobreviven su segunda esposa, Wendy Guerrero, con quien tuvo cuatro hijos. Era primo segundo del exjugador de las Grandes Ligas Juan Uribe. [3]